# Chimarra potosi
Chimarra potosi là một loài Trichoptera trong họ Philopotamidae. Chúng phân bố ở miền Tân bắc.